# Порач
Порач (слч. Poráč) насељено је мјесто са административним статусом сеоске општине (слч. obec) у округу Спишка Нова Вес, у Кошичком крају, Словачка Република.

## Становништво
| Година:    | 1994. | 2004.   | 2014.   | 2024.   |
| ---------- | ----- | ------- | ------- | ------- |
| Број људи: | 982   | 1038    | 997     | 1011    |
| Разлика:   |       | +5,70 % | -3,94 % | +1,40 % |

| Година:    | 2023. | 2024.   |
| ---------- | ----- | ------- |
| Број људи: | 1009  | 1011    |
| Разлика:   |       | +0,19 % |

Према подацима о броју становника из 2011. године насеље је имало 1.007 становника.